# Brzesko
Brzesko város Lengyelország déli részén, a Kis-lengyelországi vajdaságban fekszik, körülbelül Tarnówtól nyugatra és a régió fővárosától, Krakkótól keletre.
Brzesko az Uszwica folyó mentén, a Krakkóból Przemyślbe vezető fontos vasúti útvonalon és az E40-es európai útvonalon található. A lengyel közigazgatási átszervezés óta (1999) Brzesko a kis-lengyelországi vajdasági Brzesko megye közigazgatási fővárosa. Az átszervezés előtt a Tarnówi Vajdaság része volt (1975–1998).
2021 decemberében a város lakossága 16 665 fő volt.
A város 1385-ös alapítása óta különböző tulajdonosok birtokában volt.
A Jan Goetz által 1845-ben alapított Okocim Brewery a közeli Okocimban van. A városban található egy 14. századi Szent Jakab-templom és a Goetz család (az Okocim Brewery alapítói) 19. századi palotája. Más történelmi épületek háborúban megsemmisültek, vagy tűzben égtek el, például az 1904-es nagy tűzvészben.
A Brzesko név valószínűleg a brzeg (part) szóból ered, mivel a város egy folyó partján található.

## Fordítás
Ez a szócikk részben vagy egészben  a   Brzesko című angol Wikipédia-szócikk ezen változatának fordításán alapul.  Az eredeti cikk szerkesztőit annak laptörténete sorolja fel. Ez a jelzés csupán a megfogalmazás eredetét és a szerzői jogokat jelzi, nem szolgál a cikkben szereplő információk forrásmegjelöléseként.